# Aphyocharacidium melandetum
Aphyocharacidium melandetum es una especie de peces de la familia Characidae en el orden de los Characiformes.

## Morfología
Los machos pueden llegar alcanzar los 3,5 cm de longitud total.

## Hábitat
Vive en zonas de clima tropical.

## Distribución geográfica
Se encuentran en Sudamérica: Guayana (río Esequibo), Surinam, Venezuela y Guayana Francesa.